# Tatiana Kolpakova
Tatiana Alekséievna Kolpakova es una atleta soviética ya retirada nacida el 15 de octubre de 1959 en la ciudad de Frunze perteneciente a entonces RSS de Kirguistán, en la Unión Soviética.
En los Juegos Olímpicos de Moscú 1980 consiguió la medalla de oro en Salto de Longitud Femenino, con una marca de 7.06 metros que supuso su mejor marca personal de todos los tiempos.